# Sonchamp
Sonchamp ist eine französische Gemeinde mit 1.664 Einwohnern (Stand: 1. Januar 2022) im Département Yvelines in der Region Île-de-France. Sie gehört zum Arrondissement Rambouillet und zum Kanton Rambouillet (bis 2015: Kanton Saint-Arnoult-en-Yvelines). Die Einwohner werden Sonchampois genannt.

## Geographie
Sonchamp liegt etwa 30 Kilometer südwestlich von Paris und fünf Kilometer südsüdöstlich von Rambouillet. Hier entspringt die Rémarde. Die Gemeinde gehört zum Regionalen Naturpark Haute Vallée de Chevreuse. Umgeben wird Sonchamp von den Nachbargemeinden Rambouillet im Norden, Clairefontaine-en-Yvelines im Nordosten, Saint-Arnoult-en-Yvelines im Osten, Ponthévrard und Saint-Martin-de-Bréthencourt im Südosten, Ablis im Süden sowie Orcemont im Westen.
Am westlichen Rand der Gemeinde führt die Route nationale 10 und am südlichen Rand die Autoroute A11.

## Geschichte und Bevölkerungsentwicklung
Die wohl erste urkundliche Erwähnung des Ortes stammt aus einer Schenkungsbestätigung von 835 für das Kloster Fleury (Regesta Imperii I, 947). 1186 heißt der Ort „Souchand“ (Cochens 1874).
| Jahr                      | 1962 | 1968 | 1975 | 1982 | 1990 | 1999 | 2006 | 2013 |
| Einwohner                 | 890  | 1017 | 1062 | 1301 | 1443 | 1485 | 1567 | 1607 |
| Quelle: Cassini und INSEE |      |      |      |      |      |      |      |      |

## Sehenswürdigkeiten
Siehe auch: Liste der Monuments historiques in Sonchamp
- Kirche Saint-Georges aus dem 11. Jahrhundert, Glockenturm aus dem 15. Jahrhundert, Monument historique
- Kapelle Saint-Sacrement in der Ortschaft Greffiers
- Kapelle Saint-Jean in der Ortschaft Louareux
- Schloss Pinceloup aus dem 19. Jahrhundert
- Herrenhaus Epainville
- Schloss La Grandville
- Haus La Tourelle, im 11. Jahrhundert erbaut, im 16. Jahrhundert umgebaut

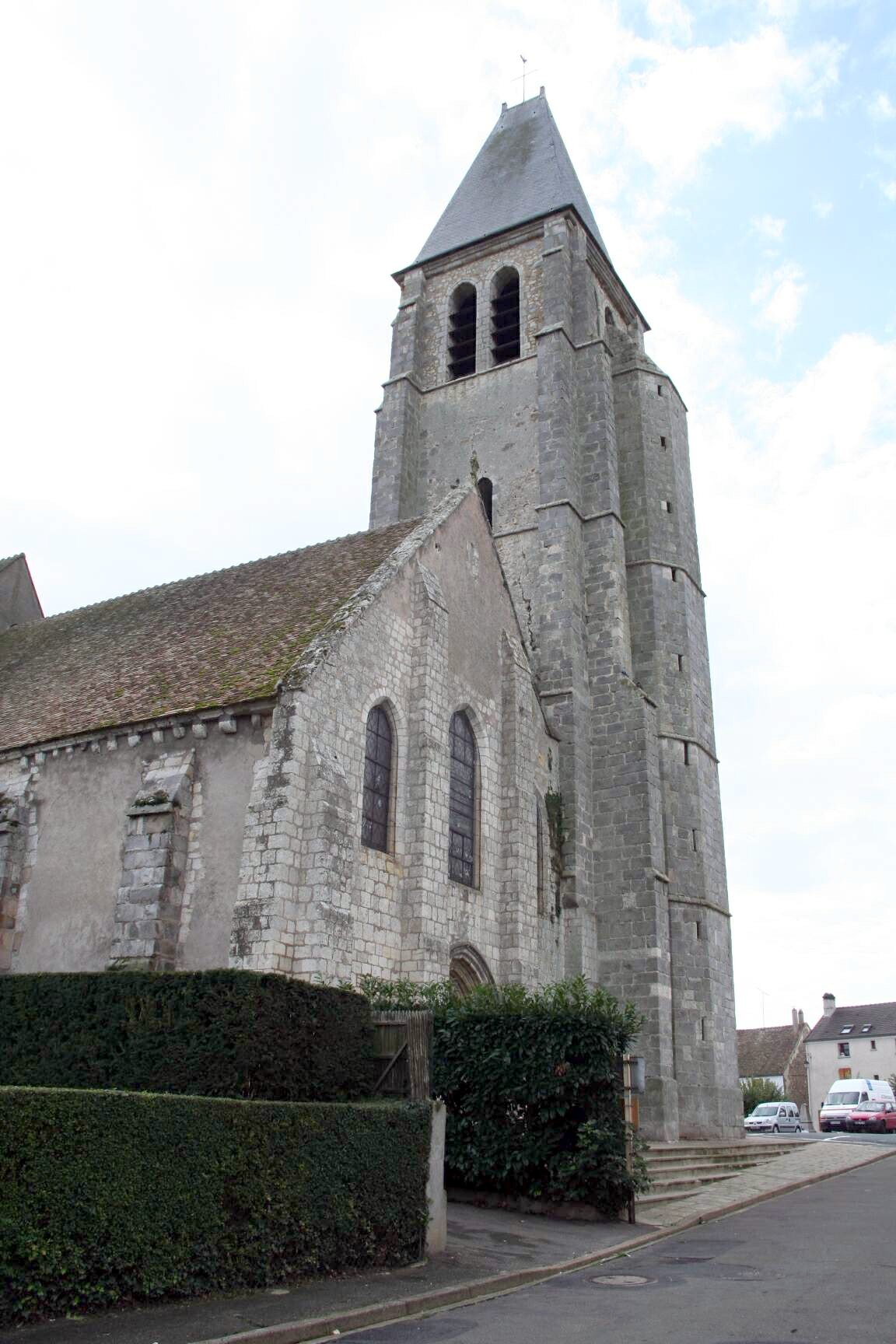
Kirche Saint-Georges
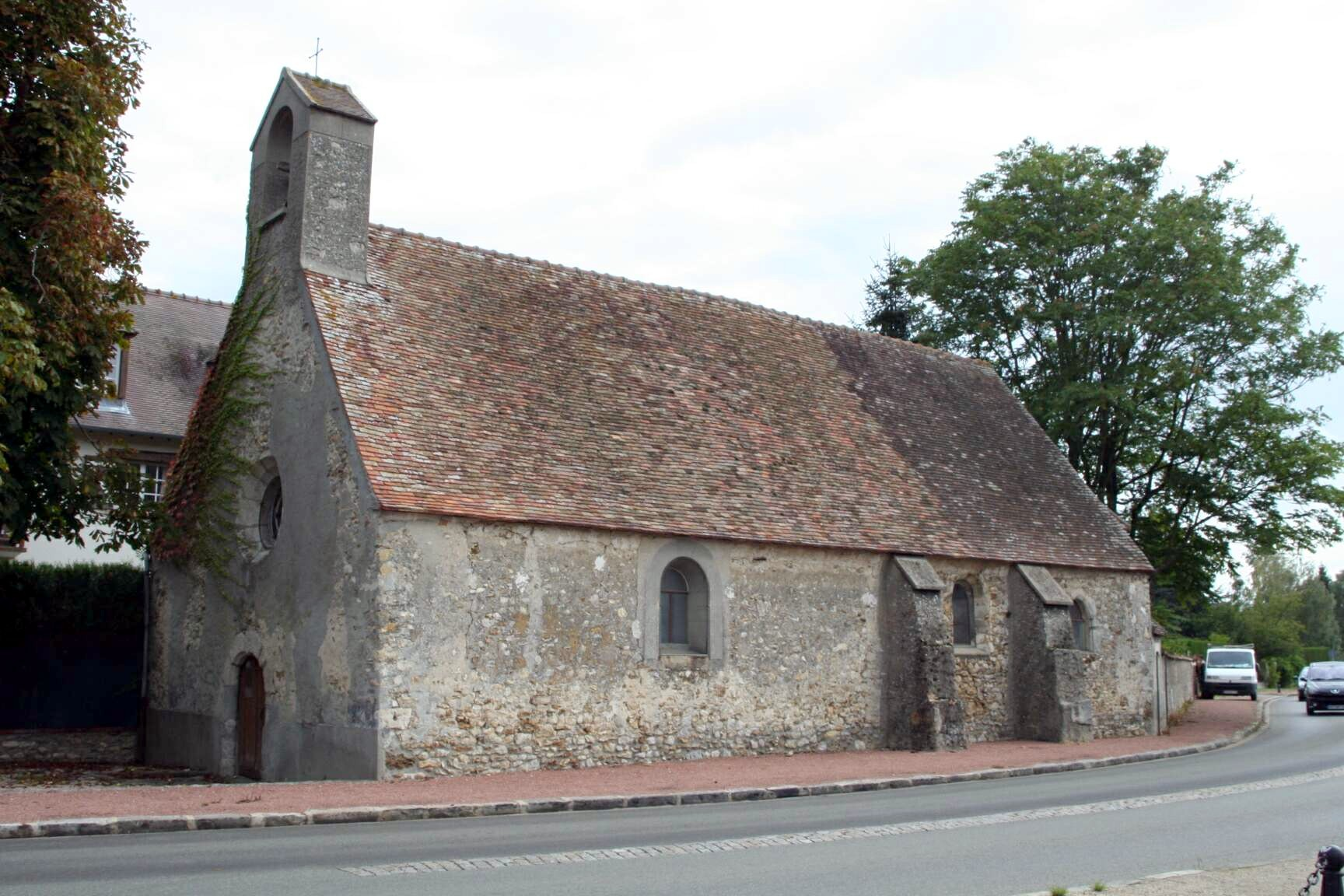
Kapelle Saint-Sacrement
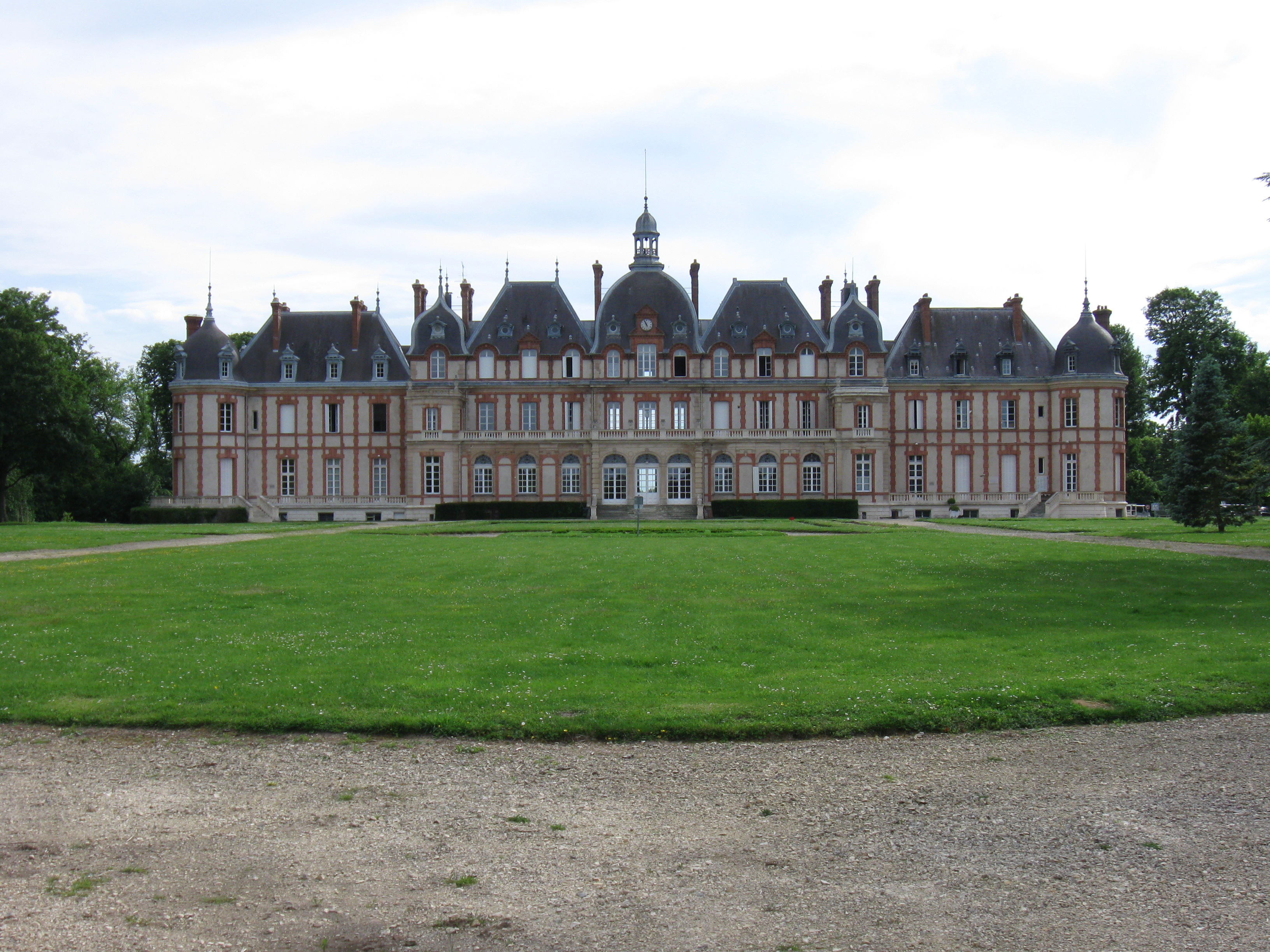
Schloss Pinceloup

## Gemeindepartnerschaften
Mit der deutschen Gemeinde Fronhausen in Hessen besteht seit 1981 eine Partnerschaft.